# Лаэссон, Туулики
Туулики Лаэссон (эст. Tuulikki Laesson; род. 19 марта 1969, Таллин) — шахматистка, двукратная победительница чемпионатов Эстонии по шахматам среди женщин и победительница открытого чемпионата Латвии по шахматам среди женщин в 1992 году. Международный мастер среди женщин (1993).

## Карьера шахматистки
Туулики Лаэссон является одной из сильнейших шахматисток Эстонии. На чемпионатах Эстонии по шахматам среди женщин она два раза побеждала (1993, 1996), два раза была второй (1986, 1998) и два раза была третьей (1992, 1997).
Туулики Лаэссон играла в составе команды Эстонии на командном первенстве СССР среди женщин в 1986 году.
Также Туулики Лаэссон представляла Эстонию на Всемирных шахматных олимпиадах в 1992, 1994, 1996, 1998 и 2004 годах.

## Личная жизнь
По профессии Туулики Лаэссон юрист. Она работала в министерстве экономики Эстонии и в адвокатском бюро «Laesson & Partnerid OÜ».

## Изменения рейтинга
| Графики недоступны из-за технических проблем. См. информацию на Фабрикаторе и на mediawiki.org. |